# Fíjate Bien
| Críticas profissionais                                                      | Críticas profissionais |
| Avaliações da crítica                                                       | Avaliações da crítica  |
| Fonte                                                                       | Avaliação              |
| --------------------------------------------------------------------------- | ---------------------- |
| All Music                                                                   | [ 1 ]                  |
| Amazon.com                                                                  | 4 de 5 estrelas.       |
| Esta tabela precisa de ser acompanhada por texto em prosa. Consulte o guia. |                        |

Fíjate Bien é o primeiro álbum do cantor e compositor colombiano Juanes, lançado em 17 de outubro de 2000. Foi produzido por Gustavo Santaolalla e todas as músicas foram escritas pelo próprio cantor. Com este álbum, Juanes recebeu 5 indicações ao Grammy Latino em 2001, incluindo Álbum do Ano, Gravação do Ano, Música do Ano ("Fijate Bien"), Melhor Vídeo Musical e Artista Revelação, ganhando esta última.[carece de fontes?]

## Faixas
| N.º | Título                  | Duração |  |
| 1.  | "Ahí le Va"             | 3:06    |  |
| 2.  | "Para Ser Eterno"       | 5:04    |  |
| 3.  | "Volcán"                | 3:33    |  |
| 4.  | "Podemos Hacernos Daño" | 3:45    |  |
| 5.  | "Destino"               | 3:32    |  |
| 6.  | "Nada"                  | 3:53    |  |
| 7.  | "Fíjate Bien"           | 4:55    |  |
| 8.  | "Vulnerable"            | 4:25    |  |
| 9.  | "Soñador"               | 3:25    |  |
| 10. | "Ficción"               | 4:14    |  |
| 11. | "Para Que"              | 3:35    |  |
| 12. | "Me da Igual"           | 4:10    |  |
| 13. | "De Madrugada"          | 3:50    |  |
| 14. | "Sin Rencores"          | 3:03    |  |
| 15. | "Solo"                  | 4:56    |  |
| 16. | "Raza"                  | 3:15    |  |
| 17. | "La Decision"           | 5:33    |  |
| 18. | "La Tierra"             | 3:48    |  |